# Gizo
Gizo est la capitale de la Province occidentale des Salomon, dans l'archipel de la Nouvelle-Géorgie. On y compte 6 154 habitants ce qui en fait la seconde ville du pays[réf. nécessaire].

## Personnalités liées à la ville
- Jully Makini (1953-), poétesse salomonaise

## Galerie

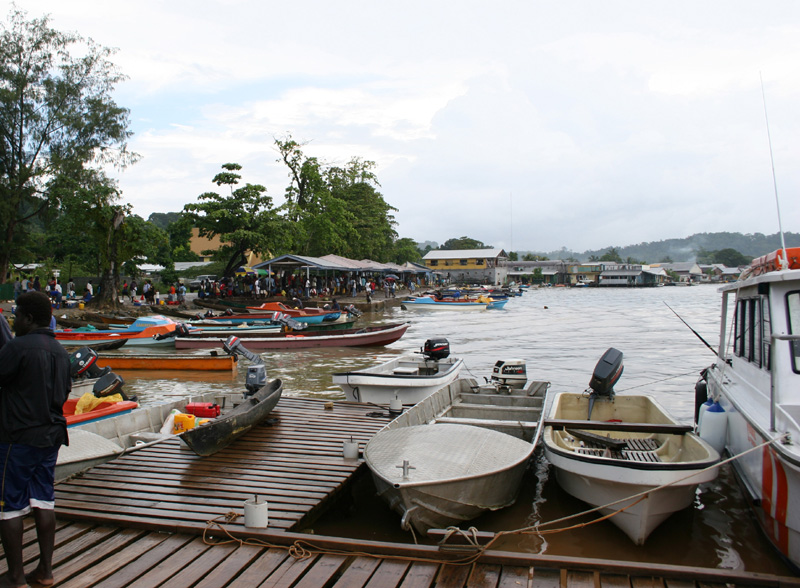
Place du marché en front de mer à Gizo (février 2005).
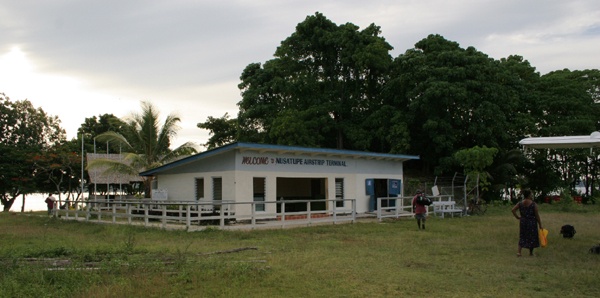
Aéroport de Gizo (février 2005).